# Геолибертарианство
Геолибертариа́нство — политическая и экономическая идеология, объединяющая либертарианство с джорджизмом.

## Обзор
Геолибертарианцы утверждают, что географическое пространство и сырьевые природные ресурсы — любые активы, которые по экономическому определению квалифицируются как земля — являются конкурирующими благами, которые должны считаться общей собственностью или, точнее, бесхозными, к которым все люди имеют равное человеческое право доступа, а не капитальным богатством, подлежащим полной и абсолютной приватизации. Следовательно, землевладельцы должны выплачивать компенсацию в соответствии со стоимостью арендной платы, установленной свободным рынком, при отсутствии каких-либо улучшений, сообществу за гражданское право узуфрукта (то есть юридически признанное исключительное владение с ограничениями на злоупотребление собственностью) или в противном случае простое право собственности без таких ограничений. В идеале налогообложение участка должно осуществляться только после того, как будет определено, что полученная в частном порядке рента с земли превышает равную долю правообладателя в общей стоимости земли в юрисдикции.
В соответствии с этим предложением рента взимается не за простое занятие или использование земли, поскольку ни община, ни государство по праву не владеют общим достоянием, а, скорее, в качестве объективно оцененной компенсации за законное право исключать других c этой земли. Некоторые геолибертарианцы также поддерживают налоги Пигу на загрязнение, платежи за добычу полезных ископаемых (НДПИ) для регулирования истощения природных ресурсов, а также компенсационные сборы с дополнительным положительным воздействием на окружающую среду для деятельности, которая отрицательно влияет на стоимость земли. Они занимают стандартную праволибертарианскую позицию, согласно которой каждый человек, естественно, имеет право на плоды своего труда как исключительную частную собственность в отличие от произведенных товаров, находящихся в коллективной собственности общества или правительства, которое представляет общество, и что «труд человека, заработная плата и продукты труда не должны облагаться налогом». Наряду с неджорджистами в либертарианском движении, они также выступают за закон равной свободы, поддерживая «полные гражданские свободы, без преступлений, если только нет жертв, на которые посягнули».
Геолибертарианцы в целом находятся под влиянием джорджисткого движения за единый налог конца 19-го и начала 20-го веков, но идеи, лежащие в его основе, появились еще до Генри Джорджа и в разных формах встречаются в политических трудах Джона Локка, раннем аграрном социализме английских истинных левеллеров или диггеров, таких как Джерард Уинстенли, французских физиократов (особенно Кенэ и Тюрго), английских классических экономистов Адама Смита и Давида Рикардо, французских либеральных экономистов Жана-Батиста Сэя и Фредерика Бастиа, американских революционных писателей Томаса Джефферсона и Томаса Пейна, английского радикального земельного реформатора Томаса Спенса, американских анархистов-индивидуалистов Лисандра Спунера и Бенджамина Такера, а также английских классических либеральных философов Джона Стюарта Милля и Герберта Спенсера. Со времен Джорджа видные геолибертарианцы включали в себя социальных критиков старых правых Альберта Джея Нока и Фрэнка Ходорова. Среди других либертарианцев, которые выразили поддержку налога на стоимость земли как постепенной реформы, можно назвать Милтона Фридмана, Карла Гесса, Джона Хосперса и соучредителя Либертарианской партии США Дэвида Нолана.

## Имущественные права

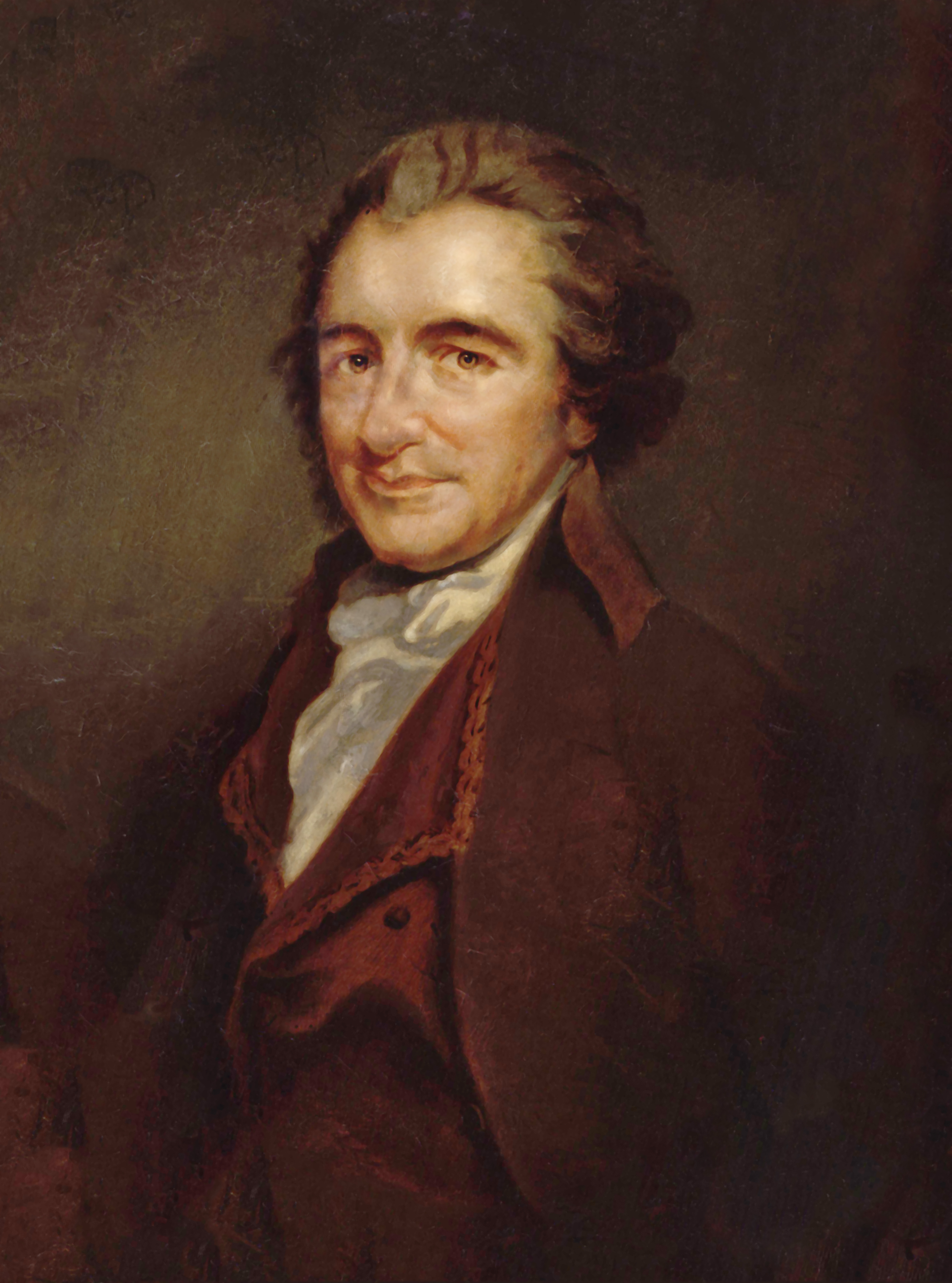
Томас Пейн вдохновил дивиденды гражданина и заявил: «Каждый собственник должен общине арендную плату за землю, которой он владеет».

Продолжая классическую либеральную традицию, геолибертарианцы утверждают, что земля является независимым фактором производства, что она является общим достоянием всего человечества и что справедливость частной собственности проистекает из права человека на плоды своего труда. Поскольку земля по экономическому определению не является продуктом человеческого труда, ее право собственности не может быть оправдано апелляцией к естественным правам человека. Геолибертарианцы признают индивидуальное гражданское право на обеспечение исключительного владения землей (землевладение) только при условии, что, если на землю накапливается экономическая рента, ее полная арендная стоимость выплачивается сообществу, лишенному равного доступа. Утверждается, что эта неискажающая система налогообложения возвращает ценность, принадлежащую всем членам общества, и побуждает землевладельцев использовать столько земли, сколько им нужно, оставляя ненужные земли другим, чтобы они могли занимать, использовать и развивать.
Возможно, наиболее кратким изложением геолибертарианской философии является утверждение Томаса Пейна в его брошюре «Аграрное правосудие» 1797 года: «Не люди создавали землю. Только ценность улучшений, а не сама земля, является индивидуальной собственностью. Каждый собственник должен общине арендную плату за землю, которой он владеет». С другой стороны, Джон Локк писал, что частную собственность на землю следует хвалить до тех пор, пока ее продукт не будет испорчен и «останется достаточно и столько же общего для других». Когда это условие Локка нарушается, земля получает арендную плату. Некоторые геолибертарианцы утверждают, что «хватит, и так хорошо осталось» — практическая невозможность в условиях города, потому что местоположение имеет первостепенное значение. Это означает, что в любой городской социальной среде оговорка Локка требует сбора и равного распределения земельной ренты. Геолибертарианцы часто оспаривают принятую интерпретацию принципа гомстеда Локка, изложенного в его Двух трактатах о правлении, как относящуюся к справедливости первоначального приобретения собственности на землю, предпочитая вместо этого точку зрения, якобы более совместимую с оговоркой, согласно которой Локк описывает процесс, посредством которого собственность создается из земли посредством приложения труда.
Это строгое определение частной собственности как плода труда человека побуждает геолибертарианцев выступать за свободный рынок капитальных товаров, потребительских товаров и услуг в дополнение к защите прав рабочих на их полный заработок.

## Политические предложения
Геолибертарианцы обычно поддерживают перераспределение земельной ренты от частных землевладельцев между всеми членами сообщества посредством налога на стоимость земли, как это было предложено Генри Джорджем и другими до него.
Геолибертарианцы хотят, чтобы доходы от сбора стоимости земли покрывали только необходимые административные расходы и финансировали только те общественные услуги, которые необходимы органам управления для обеспечения и соблюдения прав на жизнь, свободу и имущество — гражданских защит, которые увеличивают совокупную земельную ренту в пределах юрисдикции и тем самым служат для финансирования самих себя — излишки распределяются поровну как безусловный дивиденд каждому гражданину. Таким образом, стоимость земли возвращается жителям, которые ее производят, но которые по практической необходимости и юридическим привилегиям были лишены равного доступа, в то время как бедные и обездоленные извлекают выгоду из надежной системы социальной защиты, не обремененной бюрократией или навязчивой проверкой нуждаемости. Некоторые геолибертарианцы утверждают, что аргументы в пользу налогообложения стоимости земли также оправдывают дополнительный налог на загрязнение для снижения общей стоимости естественного достояния. Считается, что общий и неэластичный характер спектра радиоволн (который также относится к земле как экономической категории) также оправдывает налогообложение его исключительного использования.
Американский экономист и политический философ Фред Фолдвари ввел термин геолибертарианство в так называемой статье, опубликованной в Land&Liberty. В случае геоанархизма, наиболее радикально децентрализованной и скрупулезно волюнтаристской формы геолибертарианства, Фолдвари теоретизирует, что земельная рента будет собираться частными агентствами, и у людей будет возможность отделиться от связанных геосообществ, тем самым отказавшись от своих защитных и юридических услуг — при желании.